# Merey
Pour l’article homonyme, voir Merey (langue).
Merey est une commune française située dans le département de l'Eure, en région Normandie.

## Géographie

### Localisation
| Le Plessis-Hébert | Le Plessis-Hébert, Gadencourt | Hécourt    |
| La Boissière      | Merey                         | Breuilpont |
|                   | Épieds                        | Neuilly    |

### Hydrographie
La commune est située dans le bassin Seine-Normandie. Elle est drainée par l'Eure et divers autres petits cours d'eau,.
L'Eure, un canal, chenal et cours d'eau naturel non navigable d'une longueur de 229 km, prend sa source dans la commune de Longny les Villages et se jette  dans la Seine à Saint-Pierre-lès-Elbeuf, après avoir traversé 91 communes.

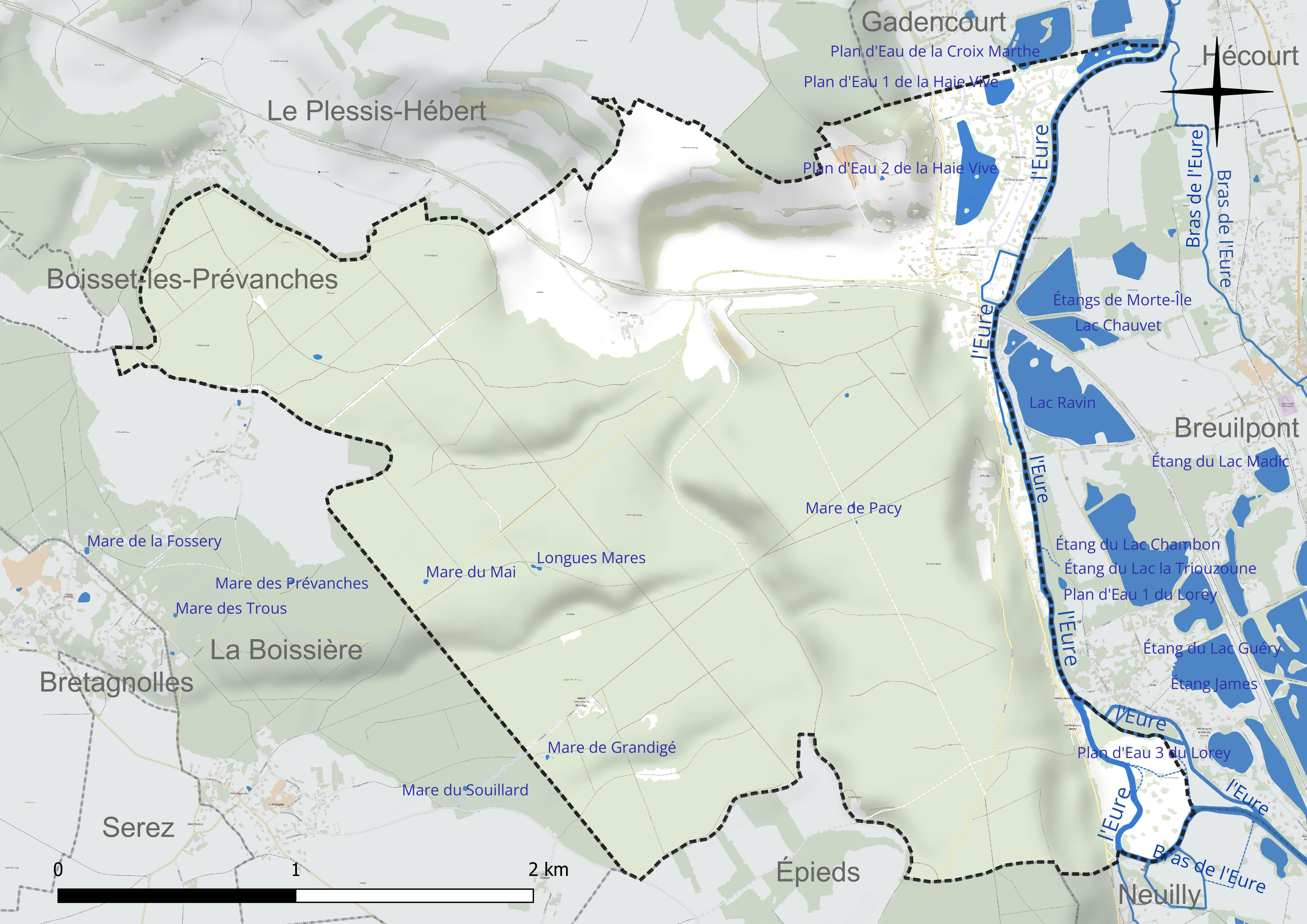
Réseau hydrographique de Merey.

Huit plans d'eau complètent le réseau hydrographique : la mare de Grandigé (0 ha), la mare de Pacy (0 ha), la mare du Mai (0 ha), le plan d'eau 1 de la Haie Vive (1 ha), le plan d'eau 2 de la Gravière, d'une superficie totale de 1,9 ha (1,4 ha sur la commune), le plan d'eau 2 de la Haie Vive (4,4 ha), le plan d'eau de la Croix Marthe, d'une superficie totale de 4,7 ha (0,1 ha sur la commune) et Longues Mares (0,1 ha),.

### Climat
Pour des articles plus généraux, voir Climat de la Normandie et Climat de l'Eure.
En 2010, le climat de la commune est de type climat océanique dégradé des plaines du Centre et du Nord, selon une étude du CNRS s'appuyant sur une série de données couvrant la période 1971-2000. En 2020, Météo-France publie une typologie des climats de la France métropolitaine dans laquelle la commune est exposée à un climat océanique et est dans la région climatique  Sud-ouest du bassin Parisien, caractérisée par une faible pluviométrie, notamment au printemps (120 à 150 mm) et un hiver froid (3,5 °C). Parallèlement le GIEC normand, un groupe régional d’experts sur le climat, différencie quant à lui, dans une étude de 2020, trois grands types de climats pour la région Normandie, nuancés à une échelle plus fine par les facteurs géographiques locaux. La commune est, selon ce zonage, exposée à un « climat des plateaux abrités », correspondant aux plaines agricoles de l’Eure, avec une pluviométrie beaucoup plus faible que dans la plaine de Caen en raison du double effet d’abri provoqué par les collines du Bocage normand et par celles qui s’étendent sur un axe du Pays d'Auge au Perche.
Pour la période 1971-2000, la température annuelle moyenne est de 11,1 °C, avec  une amplitude thermique annuelle de 14,7 °C. Le cumul annuel moyen de précipitations est de 649 mm, avec 10,9 jours de précipitations en janvier et 7,9 jours en juillet. Pour la période 1991-2020, la température moyenne annuelle observée sur la station météorologique la plus proche, située sur la commune de Guichainville à 16 km à vol d'oiseau, est de 11,1 °C et le cumul annuel moyen de précipitations est de 659,6 mm,. Pour l'avenir, les paramètres climatiques de la commune estimés pour 2050 selon différents scénarios d’émission de gaz à effet de serre sont consultables sur un site dédié publié par Météo-France en novembre 2022.

## Urbanisme

### Typologie
Au 1er janvier 2024, Merey est catégorisée commune rurale à habitat dispersé, selon la nouvelle grille communale de densité à 7 niveaux définie par l'Insee en 2022.
Elle est située hors unité urbaine. Par ailleurs la commune fait partie de l'aire d'attraction de Paris, dont elle est une commune de la couronne,. 

### Occupation des sols
L'occupation des sols de la commune, telle qu'elle ressort de la base de données européenne d’occupation biophysique des sols Corine Land Cover (CLC), est marquée par l'importance des forêts et milieux semi-naturels (74,4 % en 2018), une proportion sensiblement équivalente à celle de 1990 (74,8 %). La répartition détaillée en 2018 est la suivante : 
forêts (74,4 %), terres arables (11,2 %), zones urbanisées (5,9 %), zones agricoles hétérogènes (4,1 %), prairies (3,1 %), eaux continentales (1,2 %). L'évolution de l’occupation des sols de la commune et de ses infrastructures peut être observée sur les différentes représentations cartographiques du territoire : la carte de Cassini (XVIIIe siècle), la carte d'état-major (1820-1866) et les cartes ou photos aériennes de l'IGN pour la période actuelle (1950 à aujourd'hui).

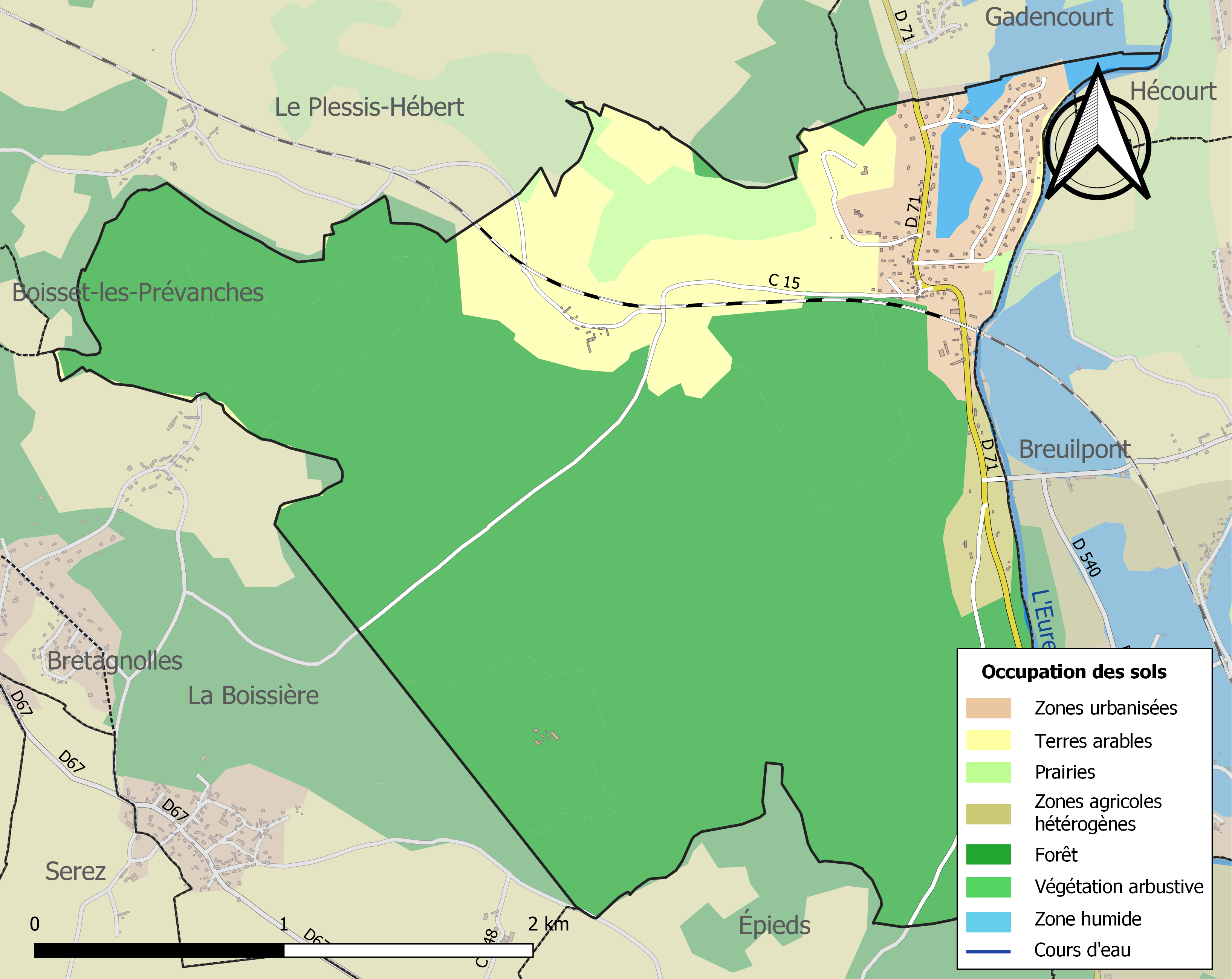
Carte des infrastructures et de l'occupation des sols de la commune en 2018 (CLC).

## Toponymie
Le nom de la localité est attesté sous les formes Madriacensis pagi vers 692, pago Madriacensi en 707, Merri en 1205 (cartulaire normand), Mere (charte de Robert de Leicester) au XIIIe siècle, Merré (reg. Philippe Auguste) vers 1247, Méreil en 1591, Merey vers 1757, Mereil en 1591 (lettre de Henri IV), Merei-sur-Eure en 1828 (Louis Du Bois), Merey vers 1850.
Selon Adolphe de Dion, archéologue du XIXe siècle, les formes Madriacensis pagi vers 692 et pago Madriacensi en 707 ne sont pas attribuables à Merey, ainsi que Madrinniaco vers 999 qui devrait aboutir à une forme *Marigny.
Ce n'est pas exact, car Madriacensis est une forme latinisée à partir d'un radical Madriac- en ajoutant le suffixe latin indiquant la provenance, l'origine -ensis. D'où le latin vulgaire -esi- > -eis > -ois (exemples : gaulois, danois, cannois, etc.). Quant au *Madriacum que sous-entend Madriac-, il a très bien pu aboutir à Merey. C'est pourquoi les toponymistes considèrent ces formes, excepté celle de 999 plus tardive et sans rapport avec les deux formes primitives, comme valides,.
On peut rattacher ce nom de lieu à la famille des toponymes gaulois et  gallo-romains du type Matriacus, Matriacum (gaulois *Matriacon) composés du nom de personne Matrius ou du gaulois matir « mère » (attesté par exemple dans le Plomb du Larzac : adiega matir aiias « Adiega, mère d'Aiia ») suivi du suffixe gaulois et gallo-romain -(i)acus, locatif, puis de propriété, d'où le sens global de « propriété de Matrius » ou « lieu de (dédié à) la (déesse) Mère. La proximité de l'église avec la rivière Eure rend plausible cette hypothèse, et justement dédiée à Notre-Dame, mère du Christ, détruite en 1835, et qui a peut-être remplacé un culte gallo-romain à la déesse Mère et des eaux sacrées chez les Celtes. Cependant, il existe également la possibilité du nom d'homme bas latin (roman) Materius, bien représenté, par exemple dans Méré (Yonne, Matiriacensis ager vers 680 (cart. gén. de l'Yonne, I, 19); Madriacus Xe siècle).

## Histoire
- Paléolithique

Un atelier d'instruments en silex a été mis en évidence dans la commune de Merey, en 1872.
- Mérovingiens

Des plaques boucles d'époque mérovingienne ont été trouvées dans la commune de Merey. Merey était le centre d'un pagus mérovingien, le pagus Madriacensis (voir supra) de contours incertains, mais qui s'étendait très certainement jusqu'aux environs de Nantes,.
- Capétiens

Un donjon de bois a été archéologiquement identifié, il  s'élevait sur la motte de Mérey. C'est le seul identifié en Normandie orientale.
Le village a possédé une église Notre-Dame. Après la Révolution, elle fut vendue en 1813 et détruite en 1835.

## Héraldique
|  | Les armes de la ville se blasonnent ainsi : écartelé : au 1) de sinople à la feuille de chêne d'or en bande, au 2) d’argent aux trois merlettes de sable, à la filière de gueules, au 3) d’argent à la roue de moulin de sable soutenue d'une jumelle ondée alésée d’azur, au 4) de sinople à la hure de sanglier d'or défendue d'argent. |

## Politique et administration
| Période                                  | Période       | Identité           | Étiquette | Qualité           |
| ---------------------------------------- | ------------- | ------------------ | --------- | ----------------- |
| avant 1995                               | mars 2008     | Stanislas Piedel   |           |                   |
| mars 2008                                | février 2017  | Lucien Tesquet     |           |                   |
| février 2017                             | mars 2020     | Nathalie Plaza     |           |                   |
| mars 2020                                | novembre 2023 | Noureddine Sghaier |           |                   |
| décembre 2023                            | février 2024  | Romain Bourgine    |           | Maire par intérim |
| février 2024                             | aujourd'hui   | Gérard Petit       |           | Maire             |
| Les données manquantes sont à compléter. |               |                    |           |                   |

## Démographie
L'évolution du nombre d'habitants est connue à travers les recensements de la population effectués dans la commune depuis 1793. Pour les communes de moins de 10 000 habitants, une enquête de recensement portant sur toute la population est réalisée tous les cinq ans, les populations de référence des années intermédiaires étant quant à elles estimées par interpolation ou extrapolation. Pour la commune, le premier recensement exhaustif entrant dans le cadre du nouveau dispositif a été réalisé en 2005.

En 2022, la commune comptait 344 habitants, en évolution de −0,86 % par rapport à 2016 (Eure : −0,25 %, France hors Mayotte : +2,11 %).
| 1793 | 1800 | 1806 | 1821 | 1831 | 1836 | 1841 | 1846 | 1851 |
| ---- | ---- | ---- | ---- | ---- | ---- | ---- | ---- | ---- |
| 259  | 255  | 200  | 215  | 219  | 229  | 210  | 210  | 194  |

| 1856 | 1861 | 1866 | 1872 | 1876 | 1881 | 1886 | 1891 | 1896 |
| ---- | ---- | ---- | ---- | ---- | ---- | ---- | ---- | ---- |
| 180  | 170  | 156  | 158  | 149  | 106  | 124  | 121  | 113  |

| 1901 | 1906 | 1911 | 1921 | 1926 | 1931 | 1936 | 1946 | 1954 |
| ---- | ---- | ---- | ---- | ---- | ---- | ---- | ---- | ---- |
| 113  | 121  | 142  | 109  | 127  | 105  | 105  | 99   | 77   |

| 1962 | 1968 | 1975 | 1982 | 1990 | 1999 | 2005 | 2006 | 2010 |
| ---- | ---- | ---- | ---- | ---- | ---- | ---- | ---- | ---- |
| 98   | 127  | 138  | 192  | 185  | 260  | 286  | 286  | 332  |

| 2015 | 2020 | 2022 | - | - | - | - | - | - |
| ---- | ---- | ---- | - | - | - | - | - | - |
| 345  | 339  | 344  | - | - | - | - | - | - |

## Lieux et monuments
- Château à motte du début du XIIe siècle[32], sommairement étudiée en 1938. Jacques Le Maho rappelle qu'une seule tour de bois sur une motte a été archéologiquement identifiée en Normandie : c'est celle de Merey.
- Les Deux Vallées, domaine résidentiel privé, allée de Madrie.
- Résidence La Haie Vive, domaine résidentiel privé.

## Personnalités liées à la commune
- Adolphe Clary-Baroux (1865-1933), peintre, est venu y réaliser un tableau du pont de Merey-sur-Eure.